# Octylphenolethoxylate

Allgemeine Strukturformel der Octylphenolethoxylate am Beispiel der 4-tert-Octylphenolethoxylate

Octylphenolethoxylate (OPE oder OPEO) stellen eine Gruppe von nichtionischen Tensiden dar, die sich von den Octylphenolen ableiten und in der Anzahl der hydrophilen Ethoxy-Einheiten der Polyethylenglycol-Seitenkette unterscheiden.

## Verwendung
Die aus 4-tert-Octylphenol synthetisierten Harze und Octylphenolethoxylate werden zur Herstellung von Farbstoffen, Klebstoffen und Reifen verwendet. Sie werden auch als Additiv beim Fracking und als pharmazeutische Hilfsstoffe eingesetzt. Verbindungen dieser Gruppe (wie zum Beispiel Triton X-100) werden auch in der biochemischen Forschung verwendet, um spezielle Proteine aus biologischen Membranen herauszulösen.

## Risikobewertung
Die Octylphenolethoxylate werden in Kläranlagen und in der Umwelt schrittweise abgebaut, wobei unter anderem 4-tert-Octylphenol entsteht. Diese ist die erste Verbindung, die aufgrund ihrer endokrinen Wirkung auf die Umwelt als besonders besorgniserregender Stoff (SVHC) eingestuft wurde. Die Octylphenolethoxylate sind (zum Beispiel aufgrund ihrer Verwendung als Bestandteil in wasserbasierten Farben) einer der Hauptquellen für 4-tert-Octylphenol in der Umwelt, auch wenn nur ein kleiner Teil der produzierten Octylphenole zu Octylphenolethoxylaten verarbeitet werden.

## Regulierung
Nach Aufnahme in den Anhang XIV der REACH-Verordnung ist die Verwendung nur noch in Ausnahmen (zum Beispiel im medizinischen Bereich bis zum 22. Dezember 2023) erlaubt. In der Schweiz wurden die Verwendung der Verbindungen bereits per 1. August 2008 verboten.

## Beispiele
- Octoxinol 9
- 4-iso-Octylphenolethoxylat[S 1]
- 4-tert-Octylphenolmonoethoxylat[S 2]
- 4-tert-Octylphenoldiethoxylat[S 3]
- 20-[4-(1,1,3,3-Tetramethylbutyl)phenoxy]-3,6,9,12,15,18-hexaoxaicosan-1-ol[S 4]

## Externe Links zu erwähnten Verbindungen
1. ↑  Externe Identifikatoren von bzw. Datenbank-Links zu 4-iso-Octylphenolethoxylat:  CAS-Nr.: 9036-19-5, EG-Nr.: 618-541-1, ECHA-InfoCard: 100.120.858, PubChem: 628327, ChemSpider: 545713, Wikidata: Q27095428.
2. ↑  Externe Identifikatoren von bzw. Datenbank-Links zu 4-tert-Octylphenolmonoethoxylat:  CAS-Nr.: 2315-67-5, EG-Nr.: 621-345-9, ECHA-InfoCard: 100.150.206, PubChem: 5590, ChemSpider: 5388, Wikidata: Q27253450.
3. ↑  Externe Identifikatoren von bzw. Datenbank-Links zu 4-tert-Octylphenoldiethoxylat:  CAS-Nr.: 2315-61-9, EG-Nr.: 621-341-7, ECHA-InfoCard: 100.150.202, PubChem: 24775, ChemSpider: 23161, Wikidata: Q27286342.
4. ↑  Externe Identifikatoren von bzw. Datenbank-Links zu 20-(4-(1,1,3,3-Tetramethylbutyl)phenoxy)-3,6,9,12,15,18-hexaoxaicosan-1-ol:  CAS-Nr.: 2497-59-8, EG-Nr.: 219-682-8, ECHA-InfoCard: 100.017.894, PubChem: 75622, Wikidata: Q83050213.